# Porte d'Auguste
La porte Auguste est un monument romain construit au Ier siècle av. J.-C. à Nîmes, dans le Gard.

## Historique
La construction de la porte Auguste, appelée autrefois « Porte d'Arles », remonte au Ier siècle av. J.-C. Elle faisait alors partie de la longue enceinte romaine de Nîmes et était une des principales portes de la ville. C'était également le point d'entrée de la voie Domitienne dans la colonie. Aujourd'hui, ses vestiges sont situés à l'est du quartier de l'Écusson.
La porte Auguste fait l’objet d’un classement au titre des monuments historiques par la liste de 1840.

Images anciennes
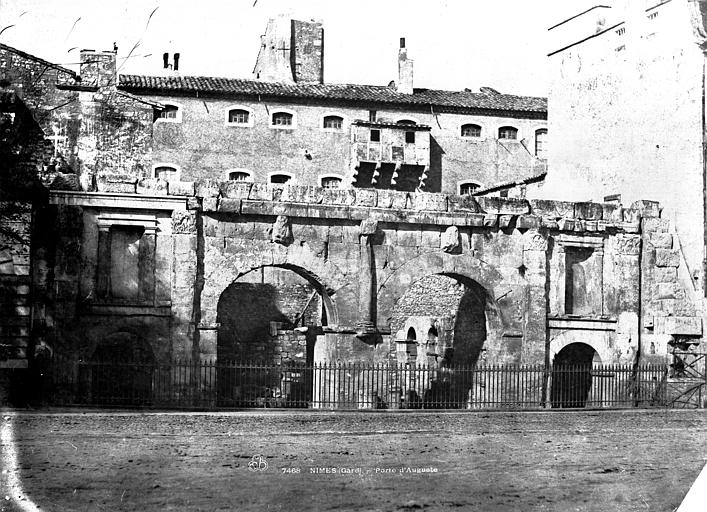
Édouard Baldus, Porte d'Arles dite d'Auguste, 1851.
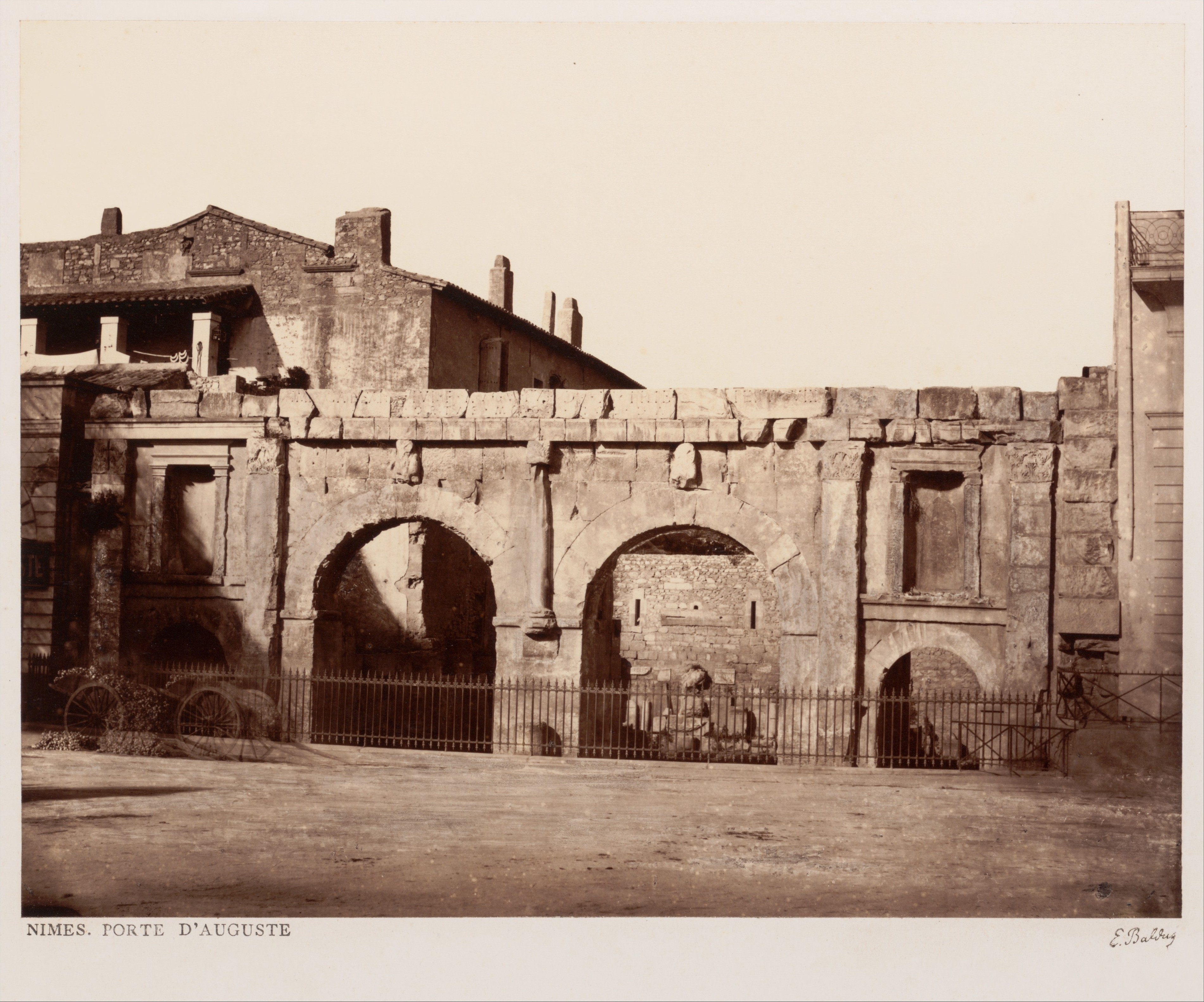
Édouard Baldus, Nîmes, Porte d'Auguste, vers 1864.

## Structure
La porte est pourvue de quatre passages en arc plein cintre, dont deux grands centraux pour les véhicules et deux petits latéraux pour les piétons.
Elle était autrefois flanquée de deux tours semi-circulaires. L'emplacement de ces tours est indiqué sur le trottoir par un cercle constitué de grandes pierres plates. 

Vestiges de la porte d'Auguste
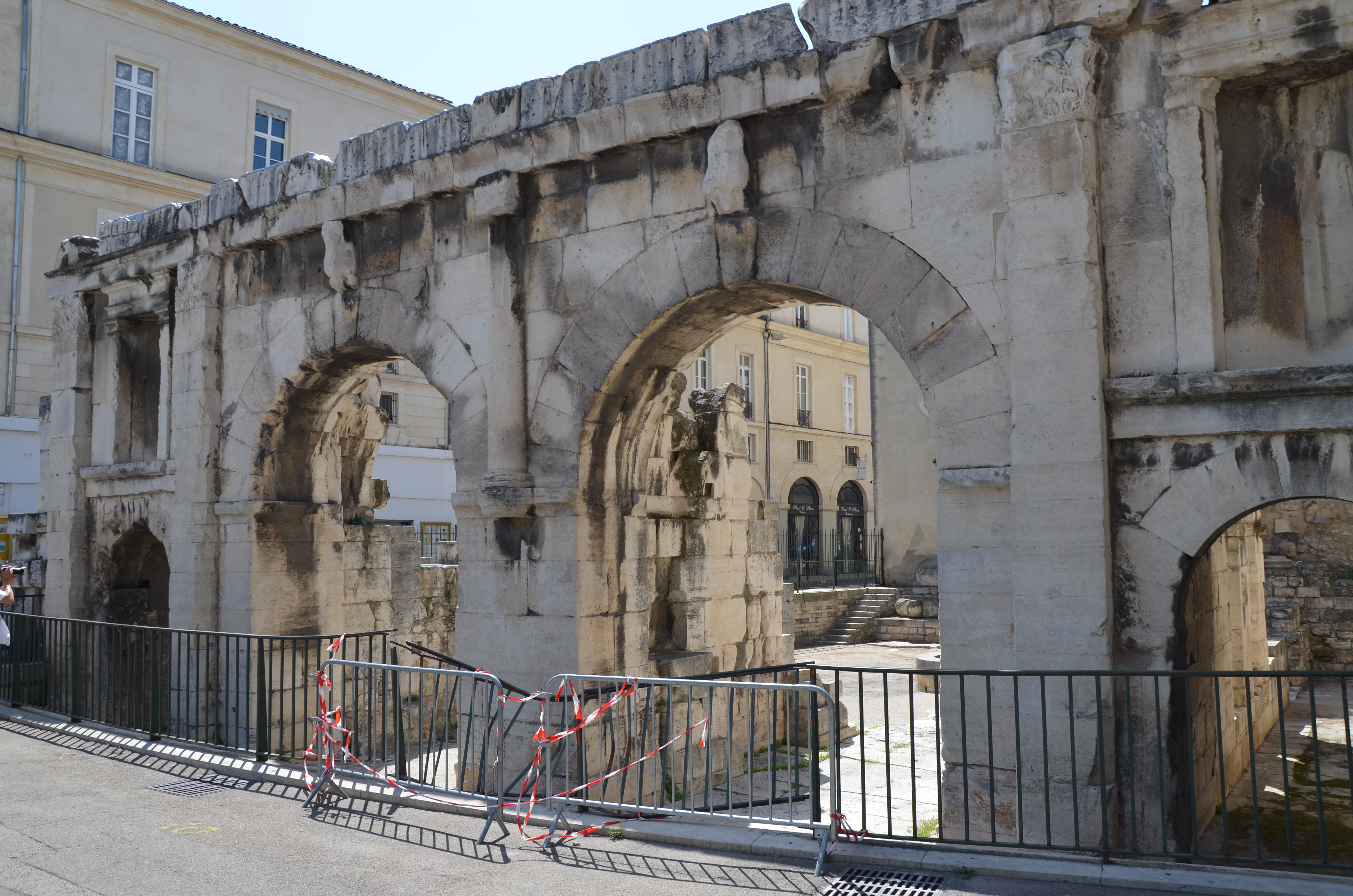
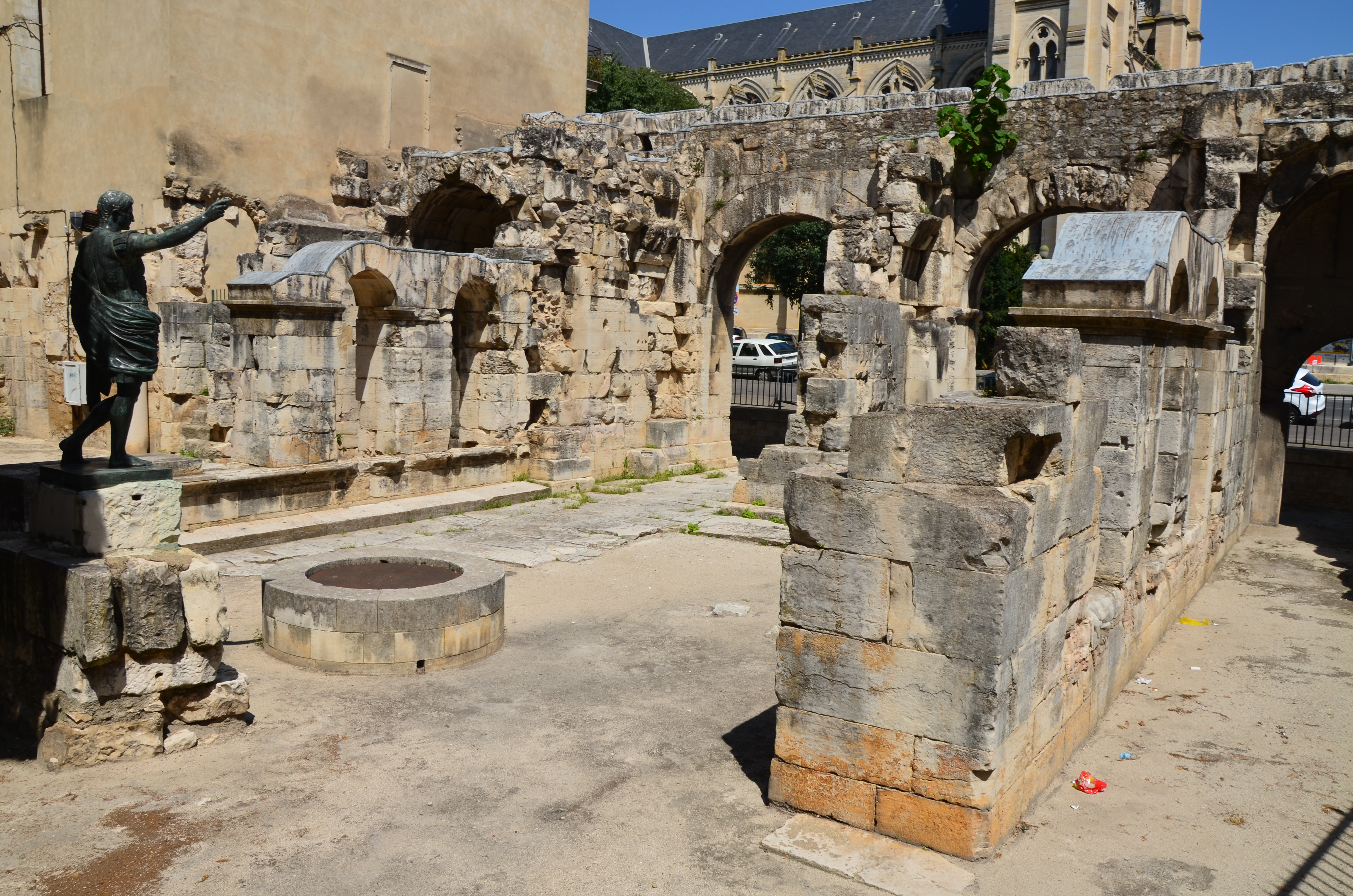

## Épigraphie

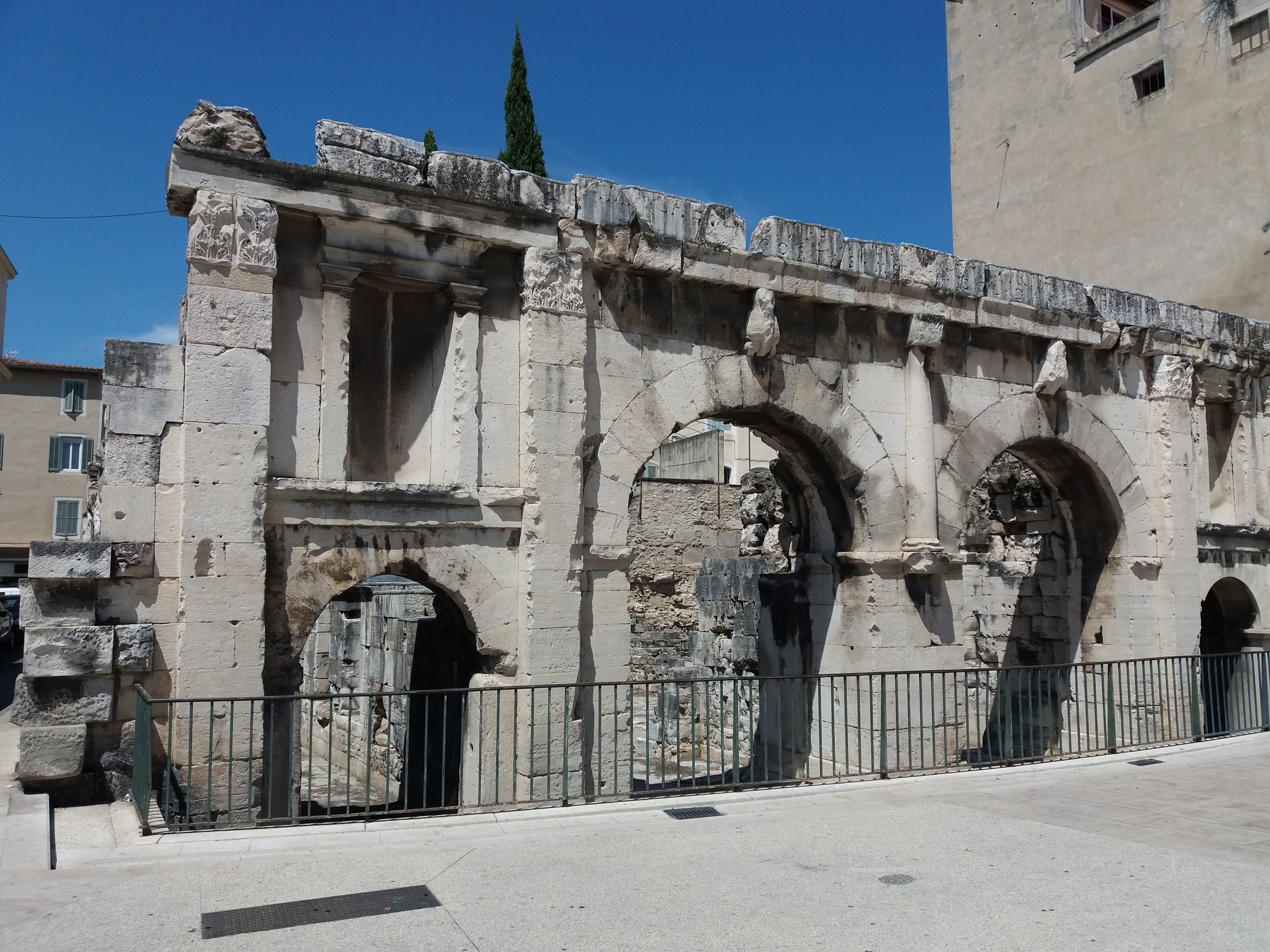
L'inscription est encore assez bien lisible sur la frise supérieure, au sommet du monument.

L'inscription, au-dessus des arcs, indique :
IMP CAESAR [D]IVI F AVGV[S]TVS [C]O[S] X[I] TRIBV [PO]TEST VIII

[P]ORTAS MVROS COL DA[...],
soit : L'empereur Auguste fils du divin César, consul pour la 11e fois, exerçant la puissance tribunitienne pour la 8e fois, a donné les portes et les murs à la colonie.
On en déduit l'année de construction de la porte : l'an 736 de Rome ou 16 avant J.-C.